# SN 2007te
SN 2007te – supernowa typu Ia odkryta 4 października 2007 roku w galaktyce A020929-0335. Jej jasność pozostaje nieznana.